# Mr. Robot and his Robot Factory
Mr. Robot and his Robot Factory ist ein Jump ’n’ Run (Platformer), das in den 1980ern von Datamost Inc. für den Atari, C64 und Apple II programmiert wurde.

## Spielbeschreibung
Der Spieler steuert seine Spielfigur, einen Roboter, mit Tastatur oder Joystick durch eines von 22 Leveln. Ein Level ist abgeschlossen, wenn alle weißen „Power-Pills“ eingesammelt sind. Diese sind im Level verteilt und über eine Anordnung von Leitern, Fließbändern, Aufzügen und Plattformen zu erreichen. Dabei muss der Spieler Feuerkreaturen ausweichen, die sich ebenfalls durch das Level bewegen, und er darf nicht in die Tiefe stürzen.
Eine Besonderheit ist der integrierte Level-Editor.